# Октябрьский аильный округ (Ак-Суйский район)
Октябрьский аильный округ (аймак) — административная единица в Ак-Суйском районе Иссык-Кульской области Кыргызстана.
Код COATE — 41702 225 832 00 0

## Население
По данным переписи 2022 года, в аильном округе проживало 7 147 человек.

## Административное деление
В состав Октябрьского аильного округа ныне входят населённые пункты:
- Октябрьское
- Джол-Колот
- Отуз-Уул
- Уч-Кайнар

## Примечание
1. ↑  Государственный классификатор система обозначений объектов административно-территориальных и территориальных единиц Кыргызской республики. Архивная копия от 18 марта 2018 на Wayback Machine — Бишкек: Национальный статистический комитет Кыргызской республики, 2017.
2. ↑  Численность населения областей, районов, городов, поселков городского типа, айылных аймаков и айылов (сел) Кыргызской Республики Архивная копия от 10 ноября 2021 на Wayback Machine (на 2022 год).